# Phaeochrous burgoblitus
Phaeochrous burgoblitus är en skalbaggsart som beskrevs av Kuijten 1986. Phaeochrous burgoblitus ingår i släktet Phaeochrous och familjen Hybosoridae. Inga underarter finns listade i Catalogue of Life.